# 희연년
희연년(姬延年, ? ~ 기원전 37년)은 전한 후기의 제후로, 주나라 왕실의 후손이다.

## 생애
원강 원년(기원전 65년), 형 희당을 끝으로 폐지되었던 주자남군(周子南君) 작위를 이어받았다.
초원 5년(기원전 44년), 주승휴후(周承休侯)로 전봉되고, 제후왕에 버금가는 서열로 승격되었다.
주승휴고후 29년(기원전 37년)에 죽어 시호를 고(考)라 하였고, 아들 희안이 작위를 이었다.

## 출전
- 반고, 《한서》 권18 외척은택후표
  - 권9 원제기
  - 권67 양호주매운전

| 선대 (2년 전) 형 희당 | 전한의 주자남군 기원전 65년 3월 병오일 ~ 기원전 44년 정월 계사일 | 후대 (주승휴후로 승격) |

| 선대 (주자남군에서 승격) | 전한의 주승휴후 기원전 44년 정월 계사일 ~ 기원전 37년 | 후대 아들 주승휴질후 희안 |